# Hermann Stinglhammer
Hermann Stinglhammer (* 1959 in Vilshofen) ist ein deutscher römisch-katholischer Theologe und katholischer Priester im Bistum Passau.

## Leben
Stinglhammer studierte in Passau und Freiburg im Breisgau. 1995 folgte eine Promotion zum Thema "Freiheit in der Hingabe. Trinitarische Freiheitslehre bei Hans Urs von Balthasar. Ein Beitrag zur Rezeption der Theodramatik" bei Philipp Schäfer an der Universität Passau. Habilitiert wurde er im Jahr 2000 an der Eberhard Karls Universität Tübingen zum Thema "Libertas semper bona. Gottesgedanke und menschliche Freiheit bei Gabriel Biel. Ein Beitrag zur christlichen Legitimität der Neuzeit" bei Peter Hünermann. Bis zu seiner Emeritierung im Jahr 2022 war Hermann Stinglhammer Inhaber des Lehrstuhles für Dogmatik und Fundamentaltheologie am Departement für katholische Theologe der Universität Passau. Sein Nachfolger auf dem Lehrstuhl ist Prof. Dr. Markus Weißer.

## Schriften (Auswahl)
- Freiheit in der Hingabe. Trinitarische Freiheitslehre bei Hans Urs von Balthasar. Ein Beitrag zur Rezeption der Theodramatik. Würzburg 1997, ISBN 3-429-01886-2.
- Libertas semper bona. Gottesgedanke und menschliche Freiheit bei Gabriel Biel. Ein Beitrag zur christlichen Legitimität der Neuzeit. Winzer 2006, ISBN 3-933047-97-8.
- Auf-Helfen. Eine kleine Theologie therapeutischer Seelsorge. Zugleich ein Plädoyer für eine Kirche um der Menschen willen. Passau 2007, ISBN 3-937438-61-0.
- Einführung in die Schöpfungstheologie. Darmstadt 2011, ISBN 978-3-534-22838-6.